# ハゴロモセキセイインコ
ハゴロモセキセイインコは、セキセイインコの品種の一つ。
日本の香川県で、西日本セキセイクラブに所属していた岡崎敏明が固定種として完成した。
特徴は、背中にある羽衣と呼ばれる長い羽毛で、その名称の由来になっている。また、頭部には梵天といわれる冠羽がある。梵天が寝ていて、渦が見える状態があることが必須条件となっている。また、梵天の形にもさまざまなものがあり、菊花のような形が最上とされる。
愛好家には、香西悦次、稲沢正博、藤井浩三郎、六車義幸、村上信義、浅井俊弘、竹中信喜、沢田守正などが知られる。
昭和54年（1979年）には、稲沢正博によって全日本羽衣セキセイ協会が創設され、羽衣セキセイインコの普及がはかられた。また、平成3年（1991年）には六車義幸がスパングル両羽衣セキセイを完成した。 
現在では、スパングルバイオレットパイドの完成が期待されている。

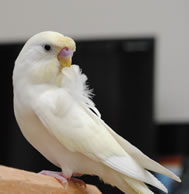
ハゴロモセキセイインコ（クリーム）